# Michel Hrynchyshyn
Michael (Michel) Hrynchyshyn CSsR (* 18. Februar 1929 in Buchanan, Saskatchewan, Kanada; † 12. November 2012 in Vincennes, Frankreich) war Apostolischer Exarch von Frankreich.

## Leben
Michel Hrynchyshyn trat 1945 der Ordensgemeinschaft der Redemptoristen bei. Nach seiner philosophischen und theologischen Ausbildung spendete ihm am 9. Juli 1950 der Weihbischof in Manitoba, Maxim Hermaniuk CSsR, die Priesterweihe. Er studierte anschließend drei Jahre lang am Päpstlichen Orientalischen Institut (PIO) in Rom, wo er auch 1955 promoviert wurde.
1957 wurde er Rektor und Professor der Theologie am St. Mary's Seminar der Redemptoristen in Meadowvale im kanadischen Ontario. 1960 wurde er zudem Berater des Provinzials von Winnipeg in Manitoba. Von 1965 bis 1967 war er Oberhaupt der Kirche der Heiligen Peter und Paul in Saskatoon und 1966 bis 1967 der St. Joseph Kirche in Winnipeg sowie verantwortlich für viele ukrainische Kirchen in Kanada und den Vereinigten Staaten. 1972 wurde er selbst Provinzial der ukrainischen Redemptoristen in der Provinz Yorkton und Professor am Redemptoristenseminar Yorkton. 1975 wurde er Superior und 1981/82 Oberhaupt der Kirche der Heiligen Peter und Paul in Saskatoon
Papst Johannes Paul II. ernannte ihn am 27. November 1982 zum Apostolischen Exarchen von Frankreich und Titularbischof von Zygris. Der Großerzbischof von Lemberg, Jossyf Ivanovič Kardinal Slipyj, spendete ihm am 30. Januar 1983 die Bischofsweihe; Mitkonsekratoren waren Maxim Hermaniuk CSsR, Erzbischof von Winnipeg, und Stephen Sulyk, Erzbischof von Philadelphia.
Am 29. September 1987 wurde er zum Apostolischen Administrator von Großbritannien ernannt. Von seinem Amt trat er am 24. Juni 1989 zurück.
Er war Berater bei der Kongregation für die orientalischen Kirchen und Mitglied des Vorstands der christlichen Kirchen in Frankreich.
Am 21. Juli 2012 wurde durch Papst Benedikt XVI. das von Michel Hrynchyshyn aus Altersgründen vorgebrachte Rücktrittsgesuch angenommen. Hrynchyshyn starb noch im gleichen Jahr im Bischofshaus (L’Évêché) in Vincennes und wurde auf dem Holy Family Cemetery in Winnipeg begraben.